# Bibliofàgia

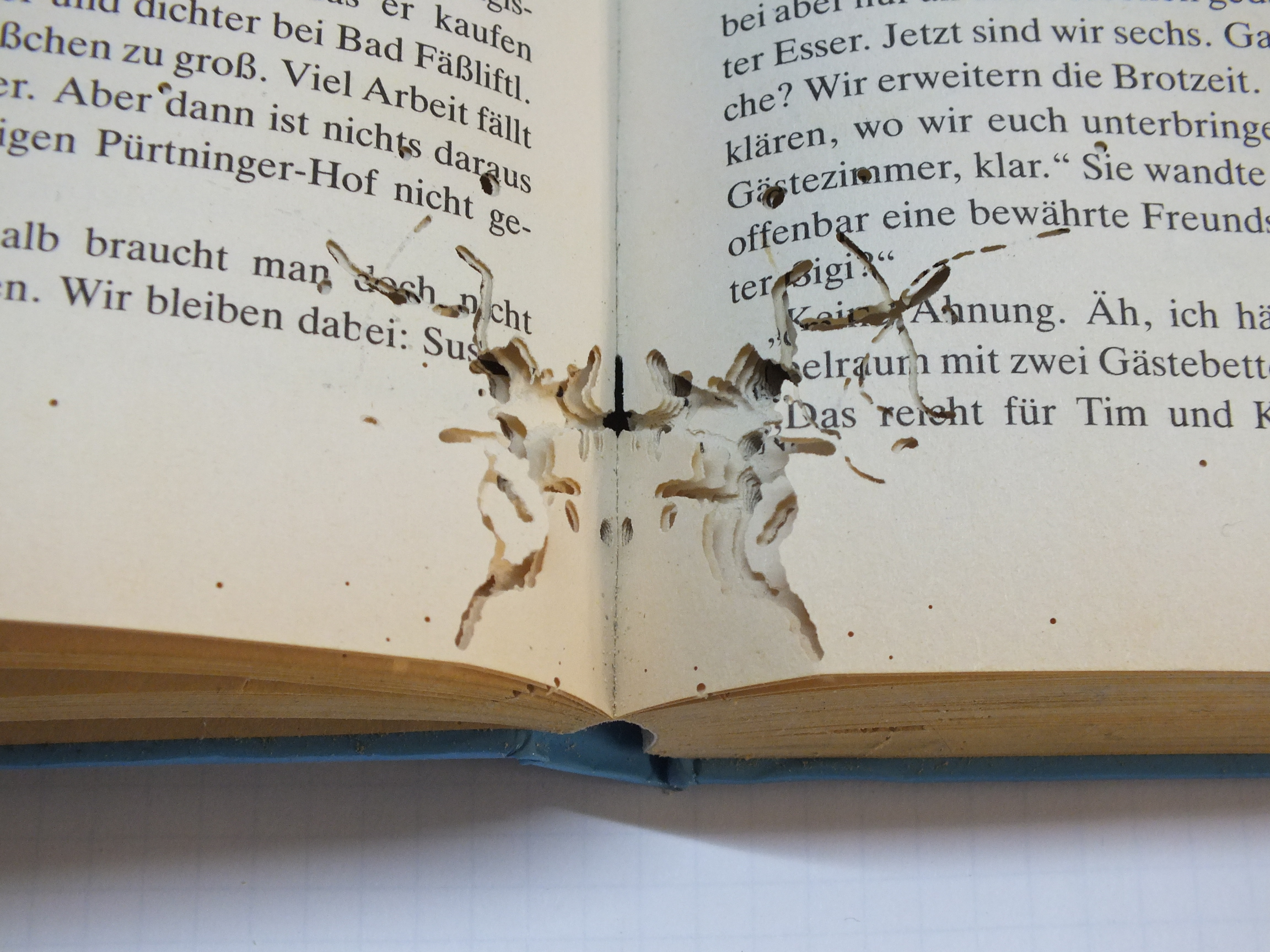

La bibliofàgia és el fet de menjar llibres o documents manuscrits o impresos, per humans o altres animals. De vegades poden ser únicament vores o cantonades d'algunes pàgines o fins i tot pergamins sencers. També, metafòricament, defineix el costum de llegir llibres sense aprofitar-los o l'acumulació irracional de llibres.

## Etimologia
El mot "bibliofàgia" està construït per biblio-, llibre, i la partícula grega phagoo, menjar.

## Humans bibliòfags
S'han produït casos de persones que han ingerit pergamins, i a l'Àsia es va a ingerir paper per causes supersticioses. Buonocore (1984) refereix que el 1370 Barnabó Visconti príncep de Milà, va imposar als nuncis del papa Nicolau V, que portaven una Butlla d'Excomunió, la pena de menjar davant seu el pergamí en què estava escrita, i que molts individus del poble tàrtar tenien per costum de menjar-se els fulls dels llibres per a així impregnar-se de la saviesa continguda dins d'aquests.

## Altres animals bibliòfags

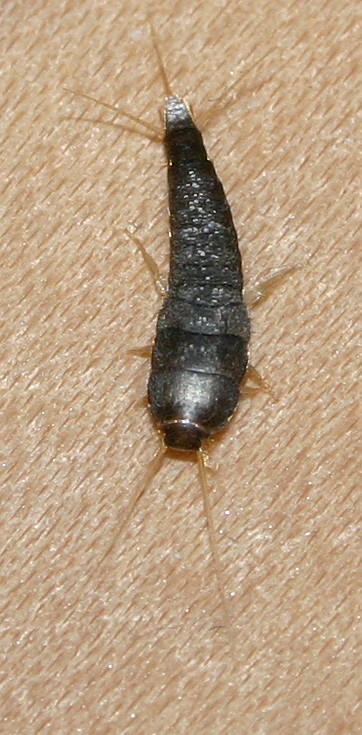
Peixet d'argent

La bibliofàgia es produeix entre els qui consumeixen i destrueixen impresos i manuscrits, com els rosegadors (rates i ratolins), les arnes, els tèrmits, (dites popularment "formigues blanques"), etc. Així doncs, aquest grup d'elements que deterioren el llibre són coneguts com a "factors biològics" i que van des dels rosegadors fins als microorganismes (bacteris i fongs), passant pels insectes. Són molt nombrosos, i a les biblioteques constitueixen una veritable plaga difícil d'exterminar.
L'acció dels rosegadors pot provocar deterioraments en els llibres per erosió, taques produïdes pels seus excrements i cadàvers que poden ser el focus d'atracció d'insectes que fan altres danys. Entre aquests hi ha nombroses espècies que provoquen danys en els llibres i documents, com els escarabats (essent Blattella germanica L., Blatta orientalis L. o Periplaneta americana L. les més habituals en el nostre entorn) que erosionen el llibre menjant paper, adhesius, gomes, pell i pergamins, i provoquen amb els seus excrements taques blanques.
Els peixets d'argent (Lepisma saccharina L.), dels quals n'hi ha més de dues-centes espècies s'alimenten de materials que tenen midó, com el paper i les teles. El poll del llibre, amb més d'un miler d'espècies, la més freqüent de les quals és Liposcelis divinatorius que s'alimenta de fongs i restes d'insectes morts i la seva acció provoca fins i tot forats en el paper.
Dels tèrmits hi ha més de 1.800 espècies nocives pels llibres, i són les subterrànies i les dels boscos (Reticulitermes lucifugus rossi,Reticulitermes flavipes, Kalotermes flavicolis, Cryptotermes brevis) les més freqüents. Envaeixen les biblioteques aprofitant les fustes dels mobles, menjant cel·lulosa i creant forats i galeries en els llibres, des de les cobertes fins al paper.
Per acabar, els escarabats i arnes, dels quals n'hi ha unes 2.200 espècies, es calcula que causen vora el 90% dels deterioraments d'arxius i biblioteques. Les larves d'aquests insectes caven galeries en els llibres, on creixen menjant-ne el paper. Les més habituals són l'arna dels mobles (Anobioum punctatum), la de les drogues o escarabat del pa (Stegobium paniceum), l'arna del porc (Dermestes lardariuss L.), l'arna de les catifes (Attagenus piceus L.), l'arna de les pells (Attagenus pellio L.), el corc dels teixits (Attagenus verbasci L.) i el corc dels museus (Anthrenus museorum L.).
Pel que fa als microorganismes, hi ha més de 300 espècies nocives entre les quals destaquen els bacteris (gèneres Acinetobacter, Bacillus, Celvibrio, Lactobacillus, Mocrococcus, Pseudomonas, Staphylococcus, Streptococcus). L'acció d'aquests pot provocar deterioraments en l'estructura dels materials, acidificació i decoloració i taques del paper.
Pel que fa als fongs, aquests, en ambients humits que estoven el paper, s'alimenten de la cel·lulosa i de les fibres vegetals d'aquest, provocant taques característiques i perforacions en el suport i acidificació. Els més freqüents en arxius i biblioteques són els gèneres Alternaria, Aspergillus, Candida, Cephalosporium, Chaetomium, Cladosporium, Penicillium, Rhizopus, Trichoderma, etc. A més a més, els bacteris i els fongs poden ser font d'infecció per a les persones que manipulen els llibres.

## Prevenció
Per a prevenir els atacs biològics (la majoria dels quals irreversibles), es recomana d'efectuar neteges periòdiques en profunditat, així com revisions periòdiques exhaustives per tal de localitzar possibles problemes.